# Johann Andreas Coppenstein

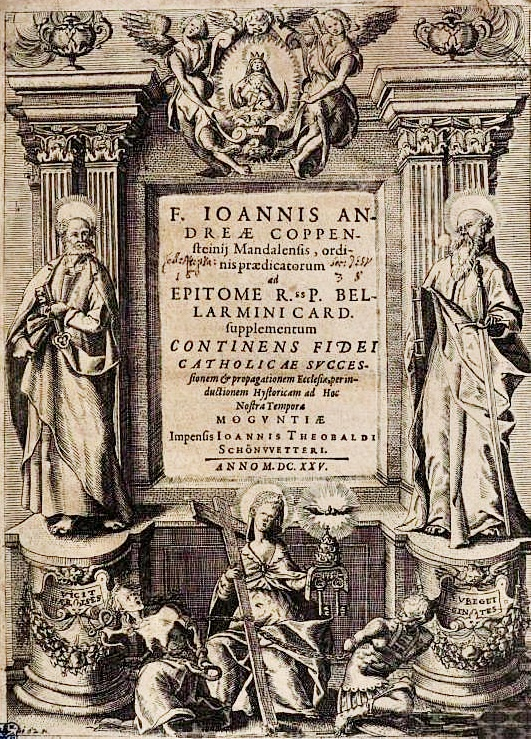
Titelblatt eines Buches von Johann Andreas Coppenstein (1625)

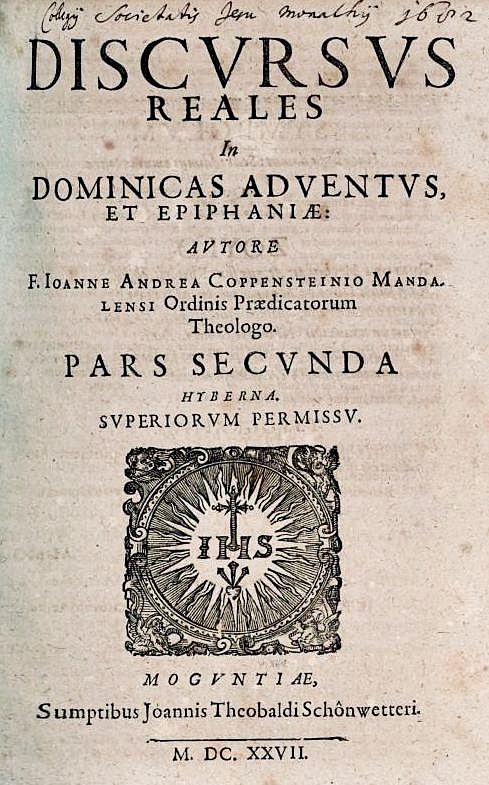
Titelblatt eines Buches von Johann Andreas Coppenstein (1627)

Johann Andreas Coppenstein, auch Koppenstein (* in Mandel; † 3. März 1638 in Koblenz) war ein deutscher römisch-katholischer Geistlicher in der Zeit der Gegenreformation, Angehöriger des Dominikaner-Ordens, Publizist und Kontroverstheologe.

## Leben
Er entstammte dem Adelsgeschlecht der Freiherrn von Koppenstein, war zunächst Jesuit, erwarb den Titel eines Magister Theologiae und fungierte als Prediger an der Liebfrauen-Pfarrkirche in Koblenz. Johann Andreas Coppenstein trat um 1612 in den Dominikanerorden über. 1617 wirkte er als Prior des Koblenzer Konvents, 1619 als Prediger in Freiburg/Breisgau und ab 1620 im Dominikanerkloster Mainz, wo er ebenfalls das Amt des Priors bekleidete. Gleichzeitig berief ihn Tommaso Marini († 1635), der Visitator der deutschen Ordensprovinz, zu seinem Vikar und Beauftragten. In dieser Eigenschaft hielt sich Pater Coppenstein 1618 in Worms auf und visitierte den dortigen Dominikanerkonvent. 1624 wurde er zum Generalprediger ernannt. Mit den Erzbischöfen Lothar von Metternich und Johann Schweikhard von Cronberg stand er in engeren Beziehungen.
Nach Einnahme der Kurpfalz durch Kurfürst Maximilian I. von Bayern amtierte Coppenstein zwischen 1624 und 1630 als Pfarrer an der Peterskirche in Heidelberg und sollte dort den Katholizismus wieder einführen. Er war auch für die Betreuung der wenigen verbliebenen Katholiken des Heidelberger Umlandes zuständig.
1638 kehrte Pater Coppenstein altersschwach in das Koblenzer Dominikanerkloster zurück, wo er bald darauf starb.
Neben eigenen kontroverstheologischen Schriften gegen Lutheraner und Calvinisten gab er theologische Klassiker heraus, darunter Cäsarius von Heisterbach. Weite Verbreitung fand seine Ausgabe von Alanus de Rupes Rosenkranzschrift. Er und der lutherische Theologe Johann Himmel stritten in Publikationen gegeneinander.
Coppenstein, so die Allgemeine Deutsche Biographie, war kein origineller Kopf, aber ein ungemein fleißiger Sammler und geschickter Sichter.

## Schriften
- Beatus Alanus, redivivus, de Psalterio seu Rosario Christi et Mariae, tractatus in quinque partes distributus. Freiburg 1610
- Fasciculus moralitatis venerabilis Caesarii Heisterbacensis : Homilias de infantia servatoris Jesu Christi complectens / per ... Joannem Andream Coppenstein ... nunc primum ex ... M. S. Cod. ad typos elaborata, Additis ad marginem lemmatis & citationibus adnotatis. Coloniae: Henning, 1615.

Digitalisierte Ausgabe der Universitäts- und Landesbibliothek Düsseldorf
- B. Alberti Magni ... Ordine Praedicatorum Eucharisticum siue Sermones de SS. Eucharistia plane diuini / Dati ad praelum. Coloniae: Henning, 1615.

Digitalisat, Hathi Trust
- B. Alanvs De Rvpe Redivivvs : De Psalterio Sev Rosario Christi Ac Mariae: Eivsdemqve Fraternitate Rosaria / Auctore R. P. F. Ioanne Andrea Coppenstein Mandalensi, Ordinis Praedicatorum ... Coloniae Agrippinae : Sumptibus Petri Henningij, 1624

Digitalisierte Ausgabe der Universitäts- und Landesbibliothek Düsseldorf
- Quodlibetum Coloniense De fraternitate S. Rosarii B. V. Mariae / autore Michaele ab Insulis, Ordinis Praedicatorum ... ; reproductum an R.P.F. Ioanne Andrea Coppenstein MandalensiColoniae Agrippinae: Sumptibus Petri Henningij, 1624

Digitalisate, Hathi Trust
- Controversiarum ex Rob. Bellarmino in epitomen redactarum etc. 1643